# Куни-но токотати-но микото

Генеалогия

Куни-но токотати-но микото (яп. 国之常立神, くにのとこたちのかみ, «Властелин, вечно стоящий в стране») в Нихон Сёки и Кунинотокотати-но Ками (яп. 国之常立神) в Кодзики — одно из божеств синтоизма.  Является первым поколением божеств из Камиёнанаё (яп. 神世七代, «Семь поколений эпохи богов») — 12 богов, которые возникли после формирования неба и земли. По Кодзики, первые два поколения были хиторигами, в то время как последующие пять возникли как пары богов мужчин и женщин: которые были братьями и сёстрами и в то же время женатыми парами, эти божества появились после «Котоамацуками», божеств которые пришли в этот мир в момент создания самого мира. В отличие от более поздних богов, божества «Котоамацуками» родились без какого-либо размножения. Также Кунинотокотати является Хиторигами (яп. 独神) — синтоиским божеством, которые возникло в одиночестве, в отличие от тех, кто возник как пара мужского и женского пола. Кунинотокотати является одним из двух богов рождённых «отчего то, вроде тростника, который возник из почвы», когда Земля была в хаосе. В Нихон Сёки он является первым из первых трех божеств, рождённых после того, как Небеса и Земля родились из хаоса, и родился от чего-то похожего на тростниковый росток, растущий между небом и землей. Согласно мифологии, он живёт на вершине горы Фудзи (富士山). В Кодзики Кунинотокотати описывается, как хиторигами и бесполым богом. В Нихон Сёки описывается, как обладающий мужским полом. Канэтомо Ёсида, основатель секты Ёсида синто, отождествил Кунинотокотати с богом Амэноминакануси и считал его изначальным богом Вселенной. Согласно Нихон сёки Куни-но токотати-но микото, первый ками родившийся после разделения неба и земли. В Ёсида синто данный ками занял место главного божества. При этом утверждалось, что все прочие ками, а равно и будды, не более, чем его воплощения. Таким образом, почитая Куни-но токотати, человек одновременно почитал и всех остальных божеств. Хаяси Радзан, видный мыслитель и ближайший советник первых сёгунов клана Токугава, описывал данного ками как корень и исток всех вещей и всех богов. У него нет формы и нет людей, которые не унаследовали бы его пневму-ци. Если человеку удавалось отыскать в себе данное божество, его разум возвращался в состояние первичного хаоса, предшествующего сотворению мира. Схожее описание ками давалось и в Ёсикава синто, возникшем на основе Ватараи синто.

## Краткие сведения
Первый свиток «Нихон сёки» описывает появление божества так:
|  | В древности, когда Небо-Земля были не разрезаны и Инь-Ян не были разделены, мешанина [эта] была подобна куриному яйцу, темна и содержала почку. И вот, чистое-светлое истончилось-растянулось и стало Небом, а тяжёлое-мутное удержалось-застряло и стало Землёй. [Стало так потому, что] соединение-свёртывание тонкого и превосходного происходит легко, сгущение-затвердевание тяжёлого и мутного — трудно. Поэтому сначала установилось Небо, а Земля сделалась потом. И тогда между ними родились божества. Говорят, что в начале, когда [происходило] разделение [Неба-Земли], страна-твердь плавала и двигалась, как плавает на поверхности воды играющая рыба. И тогда между Небом и Землёй возникло нечто. По форме оно напоминало почку тростника. И оно превратилось в божество. Имя его — Куни-но токо-тати-но микото. Затем [появился] Куни сацути-но микото. Затем — Тоё-кумуну-но микото. Вместе — три божества. Небесное Дао изменяется само по себе. Потому эти божества установились как чисто мужские. |